# Jephté Bastien
Jephté Bastien est un monteur, réalisateur, documentariste et producteur canadien d'origine haïtienne.

## Biographie
Jephté Bastien a commencé ses études en montage au Collège O'Sullivan de Montréal, au Québec. Puis continua sa professionnalisation au théâtre à l'Academy of Acting de New York. 
En 1996, il fonde les Productions Ajoupà. Il a développé et produit des émissions de télévision, collaboré à divers documentaires en tant que monteur ou directeur photo et signé quelques courts métrages et vidéoclips. 
En 2005, il réalise le documentaire "Haiti Through My Eye", l'histoire d'Haïti à travers le regard d'un mannequin. 
En 2010, il réalise un film dramatique, Sortie 67, réalisé en 2010, avec la participation des actrices américaine Lynne Adams et québécoise Fabienne Colas ; film qui relate la vie des gangs dans les bas quartiers de Montréal. 
En 2011, il remporte le Prix Claude-Jutra pour la relève pour son film Sortie 67 lors de la 31e cérémonie des prix Génie, remis par l'Académie canadienne du cinéma et de la télévision (ACCT).
Jephté Bastien partage son temps entre le Québec et Miami.
En 2016, il réalise Vortex Tha Movie.